# GUID Partition Table

Diagrama que il·lustra el disseny del pla GPT. En aquest exemple, cada bloc lògic té una mida de 512 bytes, i cada entrada de la partició és de 128 bytes, i s'assumeix que les entrades de partició corresponents estan ubicades a LBA 2-33. Les adreces LBA que són negatives indiquen la posició des del final del volum, amb −1 com l'últim bloc adreçat.

GUID Partition Table (GPT) és un estàndard per al disseny de la taula de particions en un dispositiu d'emmagatzemament físic usat en un ordinador d'escriptori o servidor, com a discs durs o SSD, utilitzant Identificadors únics globals (GUID), també anomenats identificadors únics universals (UUID). Encara que forma part de l'estàndard Interfície de Firmware Extensible Unificada (UEFI) (El fòrum EFI unificat va estar proposat per al reemplaçament per a la PC BIOS), també s'utilitza en alguns sistemes de la BIOS a causa de les limitacions de la taula de particions master boot record (MBR), que utilitzen 32 bits per emmagatzemar adreces de blocs lògics (LBA) i la informació amb la mida d'un sector de disc de 512 byte tradicional .
Tots els sistemes operatius per a PC moderns donen suport per a GPT. Alguns, inclosos macOS i Microsoft Windows en x86, suporta l'arrencada des de particions GPT només en sistemes amb microprogramari EFI, però FreeBSD i la majoria de distribucions Linux poden arrencar des de particions GPT en sistemes amb la interfície de microprogramari heretat BIOS i EFI.

## Història
El sistema de particions MBR generalitzat, que data de principis dels vuitanta, va imposar limitacions que afecten l'ús del maquinari modern. Una de les principals limitacions és l'ús de 32 bits per emmagatzemar adreces de blocs i informació de quantitat. Per a discs durs amb sectors de 512 bytes, les entrades de particions MBR permeten un màxim de 2 TiB (2³² × 512 bytes).
Intel per tant, va desenvolupar un nou format de taula de particions a la fi dels anys noranta com a part del que eventualment es va convertir en UEFI. A data de 2010, GPT forma un subconjunt de l'especificació UEFI. GPT assigna 64 bits per a adreces de blocs lògics, el que permet una mida màxima de disc de 264 sectors. Per a discs amb sectors de 512 bytes, la mida màxima és de 9,4 ZB (9,4 × 1021 bytes) o 8 Zebibyte (9.444.732.965.739.290.427.392 bytes, provinent de 18.446.744.073.709.551.616 (264) sectors × 512 (2⁹) bytes per sector).

## Característiques
Igual que els MBR moderns, s'utilitzen GPT Logical Block Addressing (LBA) en lloc de l'històric adreçament CHS. L'MBR de protecció està contingut en LBA 0, el encapçalament GPT està en LBA 1 i el encapçalament GPT té un punter a la taula de particions, o Matriu d'entrada de particions, normalment LBA 2. L'especificació UEFI estableix que s'assignarà un mínim de 16.384 bytes, independentment de la mida del sector, per a la Matriu d'entrada de partició. En un disc que té 512 bytes, una matriu d'entrada de partició de 16.384 bytes i una mida mínima de 128 bytes per a cada entrada de partició, LBA 34 és el primer sector usable del disc.
Els fabricants de disc dur estan fent la transició cap a sectors de 4.096 bytes. Les primeres unitats d'aquest tipus continuaven presentant els sectors físics de 512 bytes al sistema operatiu, de manera que el rendiment degradat podria produir-se quan la unitat física amb limitacions sectorials de 4 KB no va coincidir amb el bloc lògic de 4 KB, els clústers i pàgines de memòria virtual comuns en molts sistemes operatius i sistemes de fitxers. Aquest va ser un problema particular en escriure, quan el disc dur va obligar a realitzar dues operacions de lectura-modificació-escriptura per satisfer una única operació d'escriptura de 4 KB.
Per la retrocompatibilitat amb la majoria de sistemes operatius com ara DOS, OS/2, i versions anteriors de Windows Vista, les particions MBR sempre han de començar límits de seguiment d'acord amb el tradicional esquema d'adreçament de CHS i finalitzar en un límit del cilindre. Això també passa amb les particions amb geometries CHS emulades (tal com reflecteixen les entrades del BIOS i els sectors del CHS a la taula de particions MBR) o particions només accessibles mitjançant LBA. El Extended Boot Record ha de començar també en els límits del cilindre. Això normalment provoca la primera primera partició primària per començar a LBA 63 en discs accessibles a través de LBA, deixant un buit de 62 sectors amb discos basats en MBR, de vegades anomenada "MBR gap", "pista d'arrencada" o "àrea d'incrustació". D'altra banda, l'espai de disc no utilitzat s'utilitza habitualment per gestors d'arrencada com ara GRUB per emmagatzemar les seves segones etapes.

## Variants MBR

### MBR de protecció (LBA 0)
Per a una compatibilitat limitada cap enrere, l'espai del MBR encara està reservat a l'especificació GPT, però ara s'utilitza d'una manera que impedeix que les utilitats de disc basades en MBR no reconeguin correctament i possiblement sobreescriviu els discs GPT. Això es coneix com un MBR de protecció.
Un sol tipus de partició de disc de EEh, que abasta tota la unitat GPT (on "tot" significa, en realitat, tant de la unitat que es pot representar en un MBR), s'indica i s'identifica com GPT. Els sistemes operatius i les eines que no poden llegir els discs GPT generalment reconeixeran que el disc conté una partició de tipus desconegut i no hi ha cap espai buit, i normalment es neguen a modificar el disc, tret que l'usuari sol·liciti explícitament i confirmi la supressió d'aquesta partició. Això minimitza les particions esborrades accidentalment. A més, els sistemes operatius amb GPT poden controlar el MBR de protecció i si el tipus de partició tancat no és del tipus EEh o si hi ha diverses particions definides al dispositiu de destinació, el sistema operatiu pot negar-se a manipular la taula de particions.
Tot i que els formats MBR i MBR de protecció es van definir al voltant de 512 bytes per sector, la grandària real del sector pot ser més gran en diversos mitjans com ara discs magnetoòptics o discs durs amb Advanced Format.
Si la mida real del disc supera la mida màxima de la partició que es pot representar amb les entrades de LBA de 32 bits heretats en la taula de particions MBR, la mida registrada d'aquesta partició es retalla al màxim, ignorant així la resta del disc. Això equival a una mida màxima de 2 TB, assumint un disc amb 512 bytes per sector (vegeu 512e). Resultaria en 16 TB amb sectors de 4 KB (4Kn), però ja que molts sistemes operatius i eines més antigues estan connectats per cable amb una mida de sector de 512 bytes o estan limitats a càlculs de 32 bits, els que superen el límit de 2 TB podria provocar problemes de compatibilitat.

### MBR híbrid (LBA 0 + GPT)
En sistemes operatius que suporten arrencada basada en GPT a través de serveis de BIOS en comptes d'EFI, el primer sector també s'utilitza per emmagatzemar la primera etapa del codi del gestor d'arrencada, però modificat per reconèixer particions GPT. El gestor d'arrencada del MBR no pot assumir una mida del sector de 512 bytes.

## Capçalera de la taula de particions (LBA 1)
| Desplaçament | Mida     | Contingut |
| ------------ | -------- | --- |
| 0 (0x00)     | 8 bytes  | Signatura ("EFI PART", 45h 46h 49h 20h 50h 41h 52h 54h o 0x5452415020494645ULL en màquines Little-endian)                                           |
| 8 (0x08)     | 4 bytes  | Revisió (per a la versió 1.0 de GPT (a través d'almenys UEFI versió 2.7 (maig de 2017)), el valor és 00h 00h 01h 00h)                               |
| 12 (0x0C)    | 4 bytes  | Capçalera de la mida en little endian (en bytes, normalment 5Ch 00h 00h 00h o 92 bytes)                                                             |
| 16 (0x10)    | 4 bytes  | CRC32/zlib de capçalera (compensació +0 fins a la mida de la capçalera) en little endian, amb aquest camp zero durant el càlcul                     |
| 20 (0x14)    | 4 bytes  | Reservat; ha de ser zero |
| 24 (0x18)    | 8 bytes  | LBA actual (ubicació d'aquesta còpia de capçalera)                                                                                                  |
| 32 (0x20)    | 8 bytes  | LBA de còpia de seguretat (ubicació de l'altra còpia de capçalera)                                                                                  |
| 40 (0x28)    | 8 bytes  | Primer LBA utilitzable per a particions (taula de particions primàries LBA + 1)                                                                     |
| 48 (0x30)    | 8 bytes  | Darrera LBA usable (taula de particions secundàries primer LBA - 1)                                                                                 |
| 56 (0x38)    | 16 bytes | Disk GUID (també anomenat UUID en UNIXes) |
| 72 (0x48)    | 8 bytes  | Començant LBA de la matriu d'entrades de partició (sempre 2 en còpia primària)                                                                      |
| 80 (0x50)    | 4 bytes  | Nombre d'entrades de partició a la matriu |
| 84 (0x54)    | 4 bytes  | Mida d'una entrada de partició única (normalment 80h o 128)                                                                                         |
| 88 (0x58)    | 4 bytes  | CRC32/zlib de matriu de particions en poc endian |
| 92 (0x5C)    | *        | Reservat; ha de ser zero per a la resta del bloc (420 bytes per a una mida sectorial de 512 bytes, però pot ser més amb mides sectorials més grans) |

L'encapçalament de la taula de particions defineix els blocs utilitzables al disc. També defineix el nombre i la mida de les entrades de partició que formen la taula de particions.

## Entrades de partició
| Desplaçament | Mida     | Contingut                                                                  |
| ------------ | -------- | -------------------------------------------------------------------------- |
| 0 (0x00)     | 16 bytes | Tipus de partició de disc GUID                                             |
| 16 (0x10)    | 16 bytes | GUID de partició única                                                     |
| 32 (0x20)    | 8 bytes  | Primer LBA (Little-endian)                                                 |
| 40 (0x28)    | 8 bytes  | Últim LBA (inclòs, generalment estrany)                                    |
| 48 (0x30)    | 8 bytes  | Els indicadors d'atributs (p. Ex., El bit 60 es denomina només de lectura) |
| 56 (0x38)    | 72 bytes | Nom de la partició (Unitats de codi LE 36 UTF-16)                          |

Després de l'encapçalament, la matriu d'entrada de particions descriu les particions, utilitzant una mida mínima de 128 bytes per cada bloc d'entrada. La ubicació inicial de la matriu al disc i la mida de cada entrada es donen al encapçalament GPT. Els primers 16 bytes de cada entrada, designa l'identificador únic global (GUID) del tipus de partició. Per exemple, el GUID per a una partició del sistema EFI és C12A7328-F81F-11D2-BA4B-00A0C93EC93B. Els segons 16 bytessón GUID únics a la partició. A continuació, segueixen els LBA inicials i finals de 64 bits, els atributs de la partició i els 36 caràcters (màx.) Unicode nom de la partició. Com és la naturalesa i el propòsit de GUID, no cal un registre central per assegurar la singularitat dels designadors de tipus de partició GUID.
Els atributs de la taula de particions de 64 bits es comparteixen entre atributs comuns de 48 bits per a tots els tipus de particions i atributs específics de tipus de 16 bits:
| Bit   | Contingut |
| ----- | --- |
| 0     | Cal la plataforma (requerida per l'ordinador per funcionar correctament, la partició OEM, per exemple, les utilitats de partició de disc ha de conservar la partició tal com està) |
| 1     | El microprogramari EFI hauria d'ignorar el contingut de la partició i no intentar llegir-lo                                                                                        |
| 2     | BIOS llegible arrencable (equivalent a la bandera activa (típicament bit set) a compensació +0h en les entrades de la partició Master boot record)                                 |
| 3–47  | Reservat per a ús futur |
| 48–63 | Definit i utilitzat pel tipus de partició individual |

Microsoft defineix els atributs específics de tipus per a la partició de dades bàsica de Microsoft com:
| Bit | Contingut                                                    |
| --- | ------------------------------------------------------------ |
| 60  | Només lectura                                                |
| 61  | Còpia ombra (d'una altra partició)                           |
| 62  | Amagat                                                       |
| 63  | Cap lletra de la unitat (és a dir, no muntat automàticament) |

Google defineix els atributs específics del tipus per al nucli de ChromeOS com:
| Bit   | Contingut                                              |
| ----- | ------------------------------------------------------ |
| 56    | Bandera d'inici exitós                                 |
| 55-52 | S'intenta restaurar                                    |
| 51-48 | Prioritat (15 = major, 1 = menor, 0 = no pot arrencar) |

## Suport del sistema operatiu

### Unix i sistemes similars a Unix
| Família del sistema operatiu | Versió o edició                                                       | Plataforma            | Suport de lectura i escriptura | Suport d'arrencada | Nota |
| ---------------------------- | --------------------------------------------------------------------- | --------------------- | ------------------------------ | ------------------ | --- |
| FreeBSD                      | Des de 7.0                                                            | IA-32, AMD64, ARM     | Sí                             | Sí                 | En una configuració híbrida, es poden utilitzar identificadors de particions GPT i MBR.                                             |
| Linux                        | La majoria de les distribucions x86 de Linux Fedora 8+ i Ubuntu 8.04+ | IA-32, AMD64          | Sí                             | Sí                 | Noves eines com ara gdisk, GNU Parted, util-linux v2.23+ fdisk, SYSLINUX, GRUB 0.96 + pegats i GRUB 2 han estat habilitats per GPT. |
| macOS                        | Des de 10.4.0 (algunes funcions des del 10.4.6)                       | IA-32, AMD64, PowerPC | Sí                             | Sí                 | Només les computadores Intel Macintosh poden arrencar des de GPT.                                                                   |
| MidnightBSD                  | Des de 0.4-CURRENT                                                    | IA-32, AMD64          | Sí                             | Requereix BIOS     | En una configuració híbrida, es poden utilitzar identificadors de particions GPT i MBR.                                             |
| Solaris                      | Des de Solaris 10                                                     | IA-32, AMD64, SPARC   | Sí                             | Sí                 | [ 19 ] |
| HP-UX                        | Des de l'HP-UX 11.20                                                  | IA-64                 | Sí                             | Sí                 | [ 20 ] |

### Windows: versions de 32 bits
Windows 7 i anteriors no admeten UEFI en plataformes de 32 bits i, per tant, no permeten arrencar des de particions GPT.
| Versió del sistema operatiu | Data de publicació | Plataforma | Suport de lectura o escriptura | Suport d'arrencada | Nota                                        |
| --------------------------- | ------------------ | ---------- | ------------------------------ | ------------------ | ------------------------------------------- |
| Windows XP                  | 25-10-2001         | IA-32      | No                             | No                 |                                             |
| Windows Server 2003         | 24-04-2003         | IA-32      | No                             | No                 |                                             |
| Windows Server 2003 SP1     | 30-03-2005         | IA-32      | Sí                             | No                 | MBR té prioritat en la configuració híbrida |
| Windows Vista               | 22-07-2006         | IA-32      | Sí                             | No                 | MBR té prioritat en la configuració híbrida |
| Windows Server 2008         | 27-02-2008         | IA-32      | Sí                             | No                 | MBR té prioritat en la configuració híbrida |
| Windows 7                   | 22-10-2009         | IA-32      | Sí                             | No                 | MBR té prioritat en la configuració híbrida |
| Windows 8                   | 01-08-2012         | IA-32      | Sí                             | Requereix UEFI     | MBR té prioritat en la configuració híbrida |
| Windows 8.1                 | 27-08-2013         | IA-32      | Sí                             | Requereix UEFI     | MBR té prioritat en la configuració híbrida |
| Windows 10                  | 29-07-2015         | IA-32      | Sí                             | Requereix UEFI     | MBR té prioritat en la configuració híbrida |

### Windows: versions de 64 bits
| Versió del sistema operatiu                             | Data de publicació | Plataforma | Suport de lectura o escriptura | Suport d'arrencada | Nota                                           |
| ------------------------------------------------------- | ------------------ | ---------- | ------------------------------ | ------------------ | ---------------------------------------------- |
| Windows XP Professional x64 Edition Windows Server 2003 | 25-04-2005         | x64        | Sí                             | No                 | MBR té prioritat en la configuració MBR híbrid |
| Windows Server 2003                                     | 25-04-2005         | IA-64      | Sí                             | Sí                 | MBR té prioritat en la configuració MBR híbrid |
| Windows Vista                                           | 22-07-2006         | x64        | Sí                             | Requereix UEFI     | MBR té prioritat en la configuració híbrida    |
| Windows Server 2008                                     | 27-02-2008         | x64        | Sí                             | Requereix UEFI     | MBR té prioritat en la configuració híbrida    |
| Windows Server 2008                                     | 27-02-2008         | IA-64      | Sí                             | Sí                 | MBR té prioritat en la configuració híbrida    |
| Windows 7                                               | 22-10-2009         | x64        | Sí                             | Requereix UEFI     | MBR té prioritat en la configuració híbrida.   |
| Windows Server 2008 R2                                  | 22-10-2009         | IA-64      | Sí                             | Sí                 | MBR té prioritat en la configuració híbrida    |
| Windows 8 Windows Server 2012                           | 01-08-2012         | x64        | Sí                             | Requereix UEFI     | MBR té prioritat en la configuració híbrida.   |
| Windows 8.1                                             | 27-08-2013         | x64        | Sí                             | Requereix UEFI     | MBR té prioritat en la configuració híbrida    |
| Windows 10                                              | 29-07-2015         | x64        | Sí                             | Requereix UEFI     | MBR té prioritat en la configuració híbrida    |
| Windows Server 2016                                     | 12-10-2016         | x64        | Sí                             | Requereix UEFI     | MBR té prioritat en la configuració híbrida    |

## GUID per tipus de partició
| Sistema operatiu                        | Tipus de partició                                                          | Identificador únic global (GUID)     |
| --------------------------------------- | -------------------------------------------------------------------------- | ------------------------------------ |
| (Cap)                                   | Unused entry                                                               | 00000000-0000-0000-0000-000000000000 |
| (Cap)                                   | Esquema de particions MBR                                                  | 024DEE41-33E7-11D3-9D69-0008C781F39F |
| (Cap)                                   | Partició del sistema EFI                                                   | C12A7328-F81F-11D2-BA4B-00A0C93EC93B |
| (Cap)                                   | Partició d'arrencada del BIOS                                              | 21686148-6449-6E6F-744E-656564454649 |
| (Cap)                                   | Partició d'Intel Fast Flash (iFFS) (per a la tecnologia Intel Rapid Start) | D3BFE2DE-3DAF-11DF-BA40-E3A556D89593 |
| (Cap)                                   | Partició d'arrencada de Sony                                               | F4019732-066E-4E12-8273-346C5641494F |
| (Cap)                                   | Partició d'arrencada de Lenovo                                             | BFBFAFE7-A34F-448A-9A5B-6213EB736C22 |
| Windows                                 | Partició reservada de Microsoft (MSR)                                      | E3C9E316-0B5C-4DB8-817D-F92DF00215AE |
| Windows                                 | Partició de dades bàsica de Microsoft                                      | EBD0A0A2-B9E5-4433-87C0-68B6B72699C7 |
| Windows                                 | Partició de metadades de l'Administrador de disc lògic (LDM)               | 5808C8AA-7E8F-42E0-85D2-E1E90434CFB3 |
| Windows                                 | Partició de dades de l'administrador de discos lògics                      | AF9B60A0-1431-4F62-BC68-3311714A69AD |
| Windows                                 | Windows Recovery Environment                                               | DE94BBA4-06D1-4D40-A16A-BFD50179D6AC |
| Windows                                 | Partició del sistema general d'arxius paral·lels d'IBM (GPFS)              | 37AFFC90-EF7D-4E96-91C3-2D7AE055B174 |
| Windows                                 | Partició d'Espais d'emmagatzematge                                         | E75CAF8F-F680-4CEE-AFA3-B001E56EFC2D |
| HP-UX                                   | Partició de dades                                                          | 75894C1E-3AEB-11D3-B7C1-7B03A0000000 |
| HP-UX                                   | Partició del servei                                                        | E2A1E728-32E3-11D6-A682-7B03A0000000 |
| Linux                                   | Dades del sistema de fitxers de Linux                                      | 0FC63DAF-8483-4772-8E79-3D69D8477DE4 |
| Linux                                   | Partició RAID                                                              | A19D880F-05FC-4D3B-A006-743F0F84911E |
| Linux                                   | Partició arrel (x86)                                                       | 44479540-F297-41B2-9AF7-D131D5F0458A |
| Linux                                   | Partició arrel (x86-64)                                                    | 4F68BCE3-E8CD-4DB1-96E7-FBCAF984B709 |
| Linux                                   | Partició arrel (32-bit ARM)                                                | 69DAD710-2CE4-4E3C-B16C-21A1D49ABED3 |
| Linux                                   | Partició arrel (64-bit ARM/AArch64)                                        | B921B045-1DF0-41C3-AF44-4C6F280D3FAE |
| Linux                                   | Partició d'intercanvi                                                      | 0657FD6D-A4AB-43C4-84E5-0933C84B4F4F |
| Linux                                   | Partició Logical Volume Manager (LVM)                                      | E6D6D379-F507-44C2-A23C-238F2A3DF928 |
| Linux                                   | Partició /home                                                             | 933AC7E1-2EB4-4F13-B844-0E14E2AEF915 |
| Linux                                   | Partició /srv (dades del servidor)                                         | 3B8F8425-20E0-4F3B-907F-1A25A76F98E8 |
| Linux                                   | Reservat                                                                   | 8DA63339-0007-60C0-C436-083AC8230908 |
| FreeBSD                                 | Partició d'arrencada                                                       | 83BD6B9D-7F41-11DC-BE0B-001560B84F0F |
| FreeBSD                                 | Partició de dades                                                          | 516E7CB4-6ECF-11D6-8FF8-00022D09712B |
| FreeBSD                                 | Partició d'intercanvi                                                      | 516E7CB5-6ECF-11D6-8FF8-00022D09712B |
| FreeBSD                                 | Partició Unix File System (UFS)                                            | 516E7CB6-6ECF-11D6-8FF8-00022D09712B |
| FreeBSD                                 | Partició Gerent de volum Vinum                                             | 516E7CB8-6ECF-11D6-8FF8-00022D09712B |
| FreeBSD                                 | Partició ZFS                                                               | 516E7CBA-6ECF-11D6-8FF8-00022D09712B |
| macOS Darwin                            | Partició HFS Plus (HFS+)                                                   | 48465300-0000-11AA-AA11-00306543ECAC |
| macOS Darwin                            | Apple APFS                                                                 | 7C3457EF-0000-11AA-AA11-00306543ECAC |
| macOS Darwin                            | Contenidor Apple UFS                                                       | 55465300-0000-11AA-AA11-00306543ECAC |
| macOS Darwin                            | ZFS                                                                        | 6A898CC3-1DD2-11B2-99A6-080020736631 |
| macOS Darwin                            | Partició d'Apple RAID                                                      | 52414944-0000-11AA-AA11-00306543ECAC |
| macOS Darwin                            | Partició d'Apple RAID, fora de línia                                       | 52414944-5F4F-11AA-AA11-00306543ECAC |
| macOS Darwin                            | Partició d'arrencada d'Apple (Recovery HD)                                 | 426F6F74-0000-11AA-AA11-00306543ECAC |
| macOS Darwin                            | Etiqueta d'Apple                                                           | 4C616265-6C00-11AA-AA11-00306543ECAC |
| macOS Darwin                            | Partició de recuperació d'Apple TV                                         | 5265636F-7665-11AA-AA11-00306543ECAC |
| macOS Darwin                            | Partició d'Apple Core Storage (és a dir, Lion FileVault)                   | 53746F72-6167-11AA-AA11-00306543ECAC |
| macOS Darwin                            | SoftRAID_Status                                                            | B6FA30DA-92D2-4A9A-96F1-871EC6486200 |
| macOS Darwin                            | SoftRAID_Scratch                                                           | 2E313465-19B9-463F-8126-8A7993773801 |
| macOS Darwin                            | SoftRAID_Volume                                                            | FA709C7E-65B1-4593-BFD5-E71D61DE9B02 |
| macOS Darwin                            | SoftRAID_Cache                                                             | BBBA6DF5-F46F-4A89-8F59-8765B2727503 |
| Solaris illumos                         | Partició d'arrencada                                                       | 6A82CB45-1DD2-11B2-99A6-080020736631 |
| Solaris illumos                         | Partició arrel                                                             | 6A85CF4D-1DD2-11B2-99A6-080020736631 |
| Solaris illumos                         | Partició d'intercanvi                                                      | 6A87C46F-1DD2-11B2-99A6-080020736631 |
| Solaris illumos                         | Partició de còpia de seguretat                                             | 6A8B642B-1DD2-11B2-99A6-080020736631 |
| Solaris illumos                         | Partició /usr                                                              | 6A898CC3-1DD2-11B2-99A6-080020736631 |
| Solaris illumos                         | Partició /var                                                              | 6A8EF2E9-1DD2-11B2-99A6-080020736631 |
| Solaris illumos                         | Partició /home                                                             | 6A90BA39-1DD2-11B2-99A6-080020736631 |
| Solaris illumos                         | Sector alternatiu                                                          | 6A9283A5-1DD2-11B2-99A6-080020736631 |
| Solaris illumos                         | Partició reservada                                                         | 6A945A3B-1DD2-11B2-99A6-080020736631 |
| Solaris illumos                         | Partició reservada                                                         | 6A9630D1-1DD2-11B2-99A6-080020736631 |
| Solaris illumos                         | Partició reservada                                                         | 6A980767-1DD2-11B2-99A6-080020736631 |
| Solaris illumos                         | Partició reservada                                                         | 6A96237F-1DD2-11B2-99A6-080020736631 |
| Solaris illumos                         | Partició reservada                                                         | 6A8D2AC7-1DD2-11B2-99A6-080020736631 |
| NetBSD                                  | Partició d'intercanvi                                                      | 49F48D32-B10E-11DC-B99B-0019D1879648 |
| NetBSD                                  | Partició UFS                                                               | 49F48D5A-B10E-11DC-B99B-0019D1879648 |
| NetBSD                                  | Partició LFS                                                               | 49F48D82-B10E-11DC-B99B-0019D1879648 |
| NetBSD                                  | Partició RAID                                                              | 49F48DAA-B10E-11DC-B99B-0019D1879648 |
| NetBSD                                  | Partició concatenada                                                       | 2DB519C4-B10F-11DC-B99B-0019D1879648 |
| NetBSD                                  | Partició xifrada                                                           | 2DB519EC-B10F-11DC-B99B-0019D1879648 |
| Google Chrome OS                        | Nucli de Chrome OS                                                         | FE3A2A5D-4F32-41A7-B725-ACCC3285A309 |
| Google Chrome OS                        | Chrome OS rootfs                                                           | 3CB8E202-3B7E-47DD-8A3C-7FF2A13CFCEC |
| Google Chrome OS                        | Ús futur de Chrome OS                                                      | 2E0A753D-9E48-43B0-8337-B15192CB1B5E |
| Haiku                                   | Haiku BFS                                                                  | 42465331-3BA3-10F1-802A-4861696B7521 |
| MidnightBSD                             | Partició d'arrencada                                                       | 85D5E45E-237C-11E1-B4B3-E89A8F7FC3A7 |
| MidnightBSD                             | Partició de dades                                                          | 85D5E45A-237C-11E1-B4B3-E89A8F7FC3A7 |
| MidnightBSD                             | Partició d'intercanvi                                                      | 85D5E45B-237C-11E1-B4B3-E89A8F7FC3A7 |
| MidnightBSD                             | Partició Unix File System (UFS)                                            | 0394EF8B-237E-11E1-B4B3-E89A8F7FC3A7 |
| MidnightBSD                             | Partició gerent de volum Vinum                                             | 85D5E45C-237C-11E1-B4B3-E89A8F7FC3A7 |
| MidnightBSD                             | Partició ZFS                                                               | 85D5E45D-237C-11E1-B4B3-E89A8F7FC3A7 |
| Ceph                                    | Revista                                                                    | 45B0969E-9B03-4F30-B4C6-B4B80CEFF106 |
| Ceph                                    | Revista dm-crypt                                                           | 45B0969E-9B03-4F30-B4C6-5EC00CEFF106 |
| Ceph                                    | OSD                                                                        | 4FBD7E29-9D25-41B8-AFD0-062C0CEFF05D |
| Ceph                                    | OSD dm-crypt                                                               | 4FBD7E29-9D25-41B8-AFD0-5EC00CEFF05D |
| Ceph                                    | Disc en creació                                                            | 89C57F98-2FE5-4DC0-89C1-F3AD0CEFF2BE |
| Ceph                                    | Disc en creació dm-crypt                                                   | 89C57F98-2FE5-4DC0-89C1-5EC00CEFF2BE |
| Ceph                                    | Bloc                                                                       | CAFECAFE-9B03-4F30-B4C6-B4B80CEFF106 |
| Ceph                                    | Bloc DB                                                                    | 30CD0809-C2B2-499C-8879-2D6B78529876 |
| Ceph                                    | Bloqueja el registre d'escriptura prèvia                                   | 5CE17FCE-4087-4169-B7FF-056CC58473F9 |
| Ceph                                    | Caixa de bloqueig per a claus dm-crypt                                     | FB3AABF9-D25F-47CC-BF5E-721D1816496B |
| Ceph                                    | OSD de trajecte múltiple                                                   | 4FBD7E29-8AE0-4982-BF9D-5A8D867AF560 |
| Ceph                                    | Revista de trajecte múltiple                                               | 45B0969E-8AE0-4982-BF9D-5A8D867AF560 |
| Ceph                                    | Bloc de trajecte múltiple                                                  | CAFECAFE-8AE0-4982-BF9D-5A8D867AF560 |
| Ceph                                    | Bloc de trajecte múltiple                                                  | 7F4A666A-16F3-47A2-8445-152EF4D03F6C |
| Ceph                                    | Bloc de trajecte múltiple DB                                               | EC6D6385-E346-45DC-BE91-DA2A7C8B3261 |
| Ceph                                    | Registre d'escriptura prèvia de bloqueig múltiple                          | 01B41E1B-002A-453C-9F17-88793989FF8F |
| Ceph                                    | Bloc dm-crypt                                                              | CAFECAFE-9B03-4F30-B4C6-5EC00CEFF106 |
| Ceph                                    | Bloc DB dm-crypt                                                           | 93B0052D-02D9-4D8A-A43B-33A3EE4DFBC3 |
| Ceph                                    | Bloquejar el registre d'escriptura prèvia dm-crypt                         | 306E8683-4FE2-4330-B7C0-00A917C16966 |
| Ceph                                    | Revista LUKS dm-crypt                                                      | 45B0969E-9B03-4F30-B4C6-35865CEFF106 |
| Ceph                                    | Bloc LUKS dm-crypt                                                         | CAFECAFE-9B03-4F30-B4C6-35865CEFF106 |
| Ceph                                    | Bloc DB LUKS dm-crypt                                                      | 166418DA-C469-4022-ADF4-B30AFD37F176 |
| Ceph                                    | Bloqueja el registre d'escriptura prèvia LUKS dm-crypt                     | 86A32090-3647-40B9-BBBD-38D8C573AA86 |
| Ceph                                    | OSD LUKS dm-crypt                                                          | 4FBD7E29-9D25-41B8-AFD0-35865CEFF05D |
| OpenBSD                                 | Partició de dades                                                          | 824CC7A0-36A8-11E3-890A-952519AD3F61 |
| QNX                                     | Sistema de fitxers segur (QNX6)                                            |                                      |
| Plan 9                                  | Partició Plan 9                                                            | C91818F9-8025-47AF-89D2-F030D7000C2C |
| VMware ESX                              | vmkcore (Partició d'abocament de memòria)                                  | 9D275380-40AD-11DB-BF97-000C2911D1B8 |
| VMware ESX                              | Partició del sistema de fitxers VMFS                                       | AA31E02A-400F-11DB-9590-000C2911D1B8 |
| VMware ESX                              | VMware reservat                                                            | 9198EFFC-31C0-11DB-8F78-000C2911D1B8 |
| Android-IA                              | Carregador d'arrencada                                                     | 2568845D-2332-4675-BC39-8FA5A4748D15 |
| Android-IA                              | Carregador d'arrencada 2                                                   | 114EAFFE-1552-4022-B26E-9B053604CF84 |
| Android-IA                              | Arrencada                                                                  | 49A4D17F-93A3-45C1-A0DE-F50B2EBE2599 |
| Android-IA                              | Recuperació                                                                | 4177C722-9E92-4AAB-8644-43502BFD5506 |
| Android-IA                              | Divers                                                                     | EF32A33B-A409-486C-9141-9FFB711F6266 |
| Android-IA                              | Metadades                                                                  | 20AC26BE-20B7-11E3-84C5-6CFDB94711E9 |
| Android-IA                              | Sistema                                                                    | 38F428E6-D326-425D-9140-6E0EA133647C |
| Android-IA                              | Cache                                                                      | A893EF21-E428-470A-9E55-0668FD91A2D9 |
| Android-IA                              | Dades                                                                      | DC76DDA9-5AC1-491C-AF42-A82591580C0D |
| Android-IA                              | Persistent                                                                 | EBC597D0-2053-4B15-8B64-E0AAC75F4DB1 |
| Android-IA                              | Venedor                                                                    | C5A0AEEC-13EA-11E5-A1B1-001E67CA0C3C |
| Android-IA                              | Configuració                                                               | BD59408B-4514-490D-BF12-9878D963F378 |
| Android-IA                              | Fàbrica                                                                    | 8F68CC74-C5E5-48DA-BE91-A0C8C15E9C80 |
| Android-IA                              | Fàbrica (alternatiu)                                                       | 9FDAA6EF-4B3F-40D2-BA8D-BFF16BFB887B |
| Android-IA                              | Inici ràpid / Terciari                                                     | 767941D0-2085-11E3-AD3B-6CFDB94711E9 |
| Android-IA                              | OEM                                                                        | AC6D7924-EB71-4DF8-B48D-E267B27148FF |
| Open Network Install Environment (ONIE) | Arrencada                                                                  | 7412F7D5-A156-4B13-81DC-867174929325 |
| Open Network Install Environment (ONIE) | Configuració                                                               | D4E6E2CD-4469-46F3-B5CB-1BFF57AFC149 |
| PowerPC                                 | Arrencada de preparació                                                    | 9E1A2D38-C612-4316-AA26-8B49521E5A8B |
| freedesktop.org SO (Linux, etc.)        | Configuració compartida del carregador d'arrencada                         | BC13C2FF-59E6-4262-A352-B275FD6F7172 |
| Atari TOS                               | Partició de dades bàsica (GEM, BGM, F32)                                   | 734E5AFE-F61A-11E6-BC64-92361F002671 |